# Chironomus kiiensis
Chironomus kiiensis är en tvåvingeart som beskrevs av Tokunaga 1936. Chironomus kiiensis ingår i släktet Chironomus och familjen fjädermyggor. Inga underarter finns listade i Catalogue of Life.